# XCMD
XCMD（Extended Command、エックスコマンド）は、Apple Computerのプログラマ、ビル・アトキンソンが開発した、オーサリングツールであるHyperCard用の拡張機能である。HyperCardにはOSにアクセスするなどといった機能が省かれていたため、HyperCardが普及していた当時は、かなりの数のXCMDが開発されていた。
XCMDはリソースの形態をしており、Pascal言語やC言語、BASIC言語などで記述される。同じくHyperCard用の拡張機能であるXFCN（エックスファンクション）は、Extended Function、つまり外部関数のことで、値を返すこと以外はXCMDと大差はない。
現在ではHyperCardの開発が止まっているためほとんど使われることはないが、REALbasicが言語の拡張機能として、XFCNとともにサポートしている。